# Румбула
Румбула (на латвийски: Rumbula или) е един от 58-те квартала на Рига. Разположен е в административния район Латгале на брега на река Даугава. Румбула е един от най-слабо населените квартали с население от едва 1127 души към 2008, но за сметка на това един от най-големите като площ – почти 7 km². Това несъответствие между територия и живущи се дължи основно на факта, че дълги години в близост до Румбула е била разположена военна авиобаза и големи площи от зоната са били оставени празни за бъдещето ѝ разширяване. Историята на Румбула е белязана от едно от най-кървавите и трагични събития в историята на съвременна Европа – Клането при Румбула. В рамките само на два дена – 30 ноември 1941 и 8 декември 1941 в боровата гора Румбула нацистките окупатори избиват около 24 хиляди латвийски евреи и още хиляда немски евреи. Задминато единствено от клането при Бабин Яр, Украйна това е най-масовото избиване на евреи до навлизането на концентрационните лагери.